# Hovanoceros bison
Hovanoceros bison – gatunek kosarza z podrzędu Laniatores i rodziny Samoidae. Jedyny znany przedstawiciel monotypowego rodzaju Hovanoceros.